# オルガン協奏曲集作品7 (ヘンデル)
『オルガン協奏曲集』（オルガンきょうそうきょくしゅう）作品7 HWV 306-311は、ゲオルク・フリードリヒ・ヘンデルによって1740年から1751年ごろに作曲・初演され、没後の1761年に出版されたオルガンのための協奏曲集。6曲から構成される。

## 概要
ヘンデルの作品を出版していたロンドンのジョン・ウォルシュ（子）は、かつて1738年に『オルガン協奏曲集』作品4（第1集）、1740年に『オルガン協奏曲集』（作品番号なし）第2集を出版した。1760年に新たにヘンデル作品の出版権を獲得したウォルシュが、第2集以降に作曲されたオルガン協奏曲をまとめて翌年出版したのがこの『オルガン協奏曲集』作品7（第3集）である。
オルガン協奏曲の演奏はもともとヘンデル本人のオルガン即興によるところが大きく、楽譜の上ではしばしば楽章全体が「organo ad libitum」としか指示されていない。ヘンデルの生前に編纂された第1集・第2集と異なり、没後に編纂された第3集では楽譜として不完全なままになっている箇所が多く、演奏上の問題になっている。
19世紀にヘンデルの旧全集(HG)が編纂されたとき、マックス・ザイフェルト (Max Seiffert) はオルガン協奏曲に通し番号をつけたが、作品7の各作品を作品4の次にもってきて第7番-第12番とした。この通し番号で呼ばれることも多い。
管弦楽の編成はオーボエ2（、ファゴット2）、弦楽器、通奏低音からなる。

## 第1番（第7番）変ロ長調 HWV 306
1740年2月17日に作曲され、『快活の人、沈思の人、温和の人』とともに同年2月27日にリンカーンズ・イン・フィールズ劇場で初演された。第1楽章でヘンデルのオルガン協奏曲としては例外的にペダルを使っている。
1. Andante 4⁄4拍子-3⁄4拍子。途中で有名なハープシコード組曲第1集第7番 HWV 432のパッサカリアの旋律が出てくる。
2. Largo, e piano 3⁄2拍子 - ニ短調
3. Bourrée (Allegro) 2⁄2拍子

## 第2番（第8番）イ長調 HWV 307
1743年2月5日に作曲され、『サムソン』とともに同年2月18日にコヴェント・ガーデン劇場で初演された。
1. Ouverture 4⁄4拍子
2. A tempo ordinario 4⁄4拍子 - フーガ。
3. （楽譜なし）
4. Allegro 4⁄4拍子

## 第3番（第9番）変ロ長調 HWV 308
1751年1月4日に作曲され、同年3月1日の『アレクサンダーの饗宴』再演時にコヴェント・ガーデン劇場で演奏された。
1. Allegro 4⁄4拍子
2. Adagio e Fuga（楽譜なし）
3. Spiritoso 3⁄4拍子
4. Menuet 3⁄4拍子

## 第4番（第10番）ニ短調 HWV 309
本曲は作曲・初演の年代が明らかでない。1738年ごろに作曲された『2つのオルガンのための協奏曲』ニ短調 HWV 303に類似する。
1. Adagio 4⁄4拍子 - チェロおよびファゴットが2パートに分けられている。
2. Allegro 4⁄4拍子 - ニ長調
3. （楽譜なし）
4. Allegro 3⁄8拍子 - この曲はヘンデル作品に繰り返し出現する（オペラ『忠実な羊飼い』初稿 HWV 8a、合奏協奏曲集 作品3-6 HWV 317、ハープシコード組曲ニ短調HWV 428など）

## 第5番（第11番）ト短調 HWV 310
1750年1月31日に作曲された。終楽章ガヴォットは作品4-3のものを編集した偽作かという。
1. Allegro ma non troppo, e staccato 4⁄4拍子
2. Andante larghetto, e staccato 4⁄4拍子 - 変ロ長調
3. Menuet 3⁄4拍子 - オルガンなし。
4. Gavotte 4⁄4拍子 - オルガンなし。

## 第6番（第12番）変ロ長調 HWV 311
1745年ごろに作曲された未完のシンフォニア変ロ長調 HWV 347がもとになっている。1749年に演奏された。
1. Pomposo 3⁄4拍子
2. （楽譜なし）
3. A tempo ordinario 2⁄2拍子